# Busséol
Busséol ist eine französische Gemeinde mit 221 Einwohnern (Stand: 1. Januar 2022) im Département Puy-de-Dôme in der Region Auvergne-Rhône-Alpes (vor 2016 Auvergne). Sie gehört zum Arrondissement Clermont-Ferrand und zum Kanton Vic-le-Comte.

## Geographie
Busséol liegt etwa 16 Kilometer südöstlich von Clermont-Ferrand. Umgeben wird Busséol von den Nachbargemeinden Saint-Georges-sur-Allier im Norden, Saint-Julien-de-Coppel im Osten, Laps im Süden, Saint-Maurice im Südwesten sowie Mirefleurs im Westen.

## Weblinks

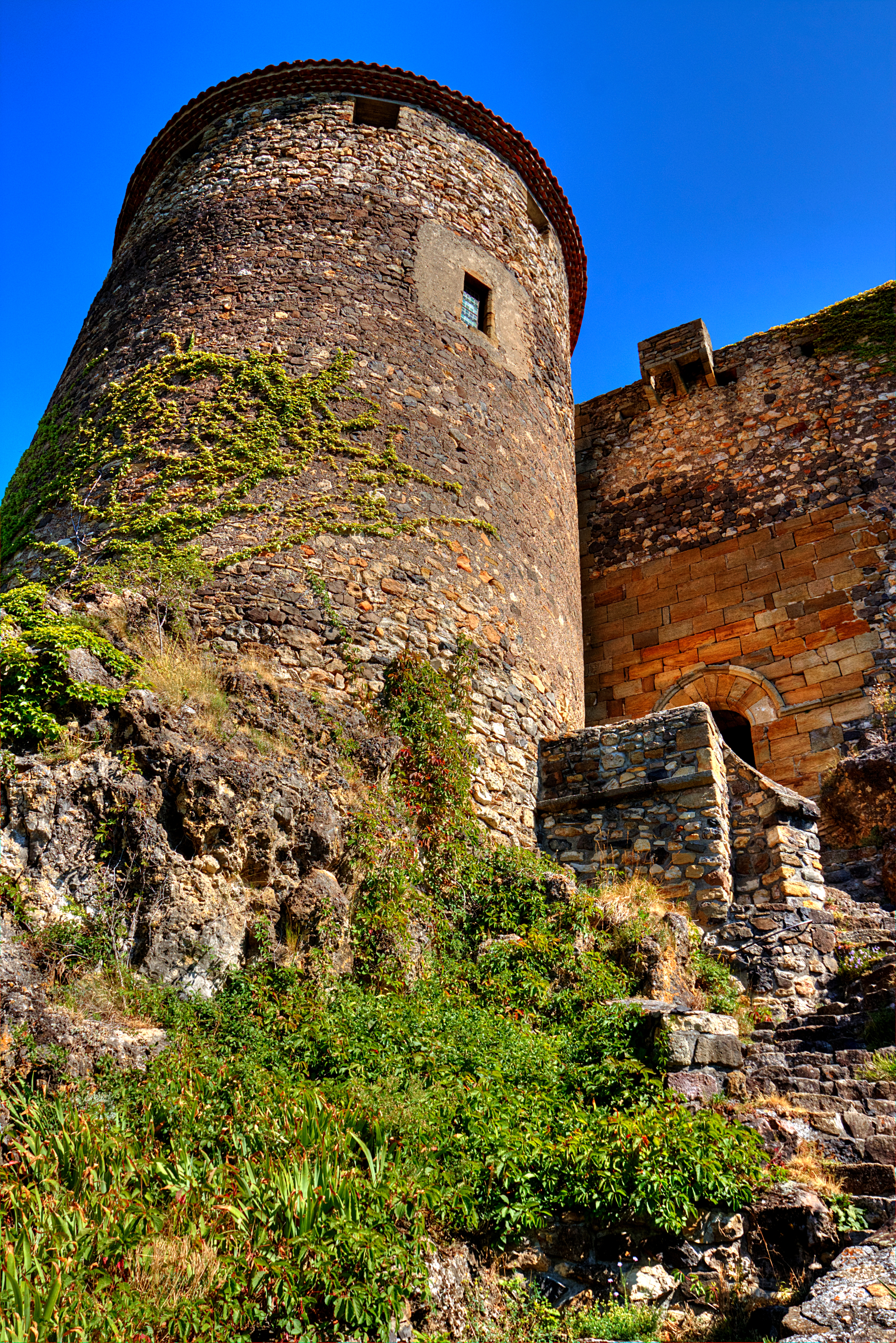
Burg Busséol

## Bevölkerungsentwicklung
| Jahr                       | 1962 | 1968 | 1975 | 1982 | 1990 | 1999 | 2006 | 2013 |
| Einwohner                  | 121  | 121  | 140  | 164  | 182  | 188  | 189  | 215  |
| Quellen: Cassini und INSEE |      |      |      |      |      |      |      |      |

## Sehenswürdigkeiten
- Burg Busséol (Museum)